# Leptotyphlops jacobseni
Leptotyphlops jacobseni är en kräldjursart som beskrevs av  Donald G. Broadley 1999. Leptotyphlops jacobseni ingår i släktet Leptotyphlops och familjen Leptotyphlopidae. IUCN kategoriserar arten globalt som livskraftig. Inga underarter finns listade i Catalogue of Life.